# Cratère de Veevers

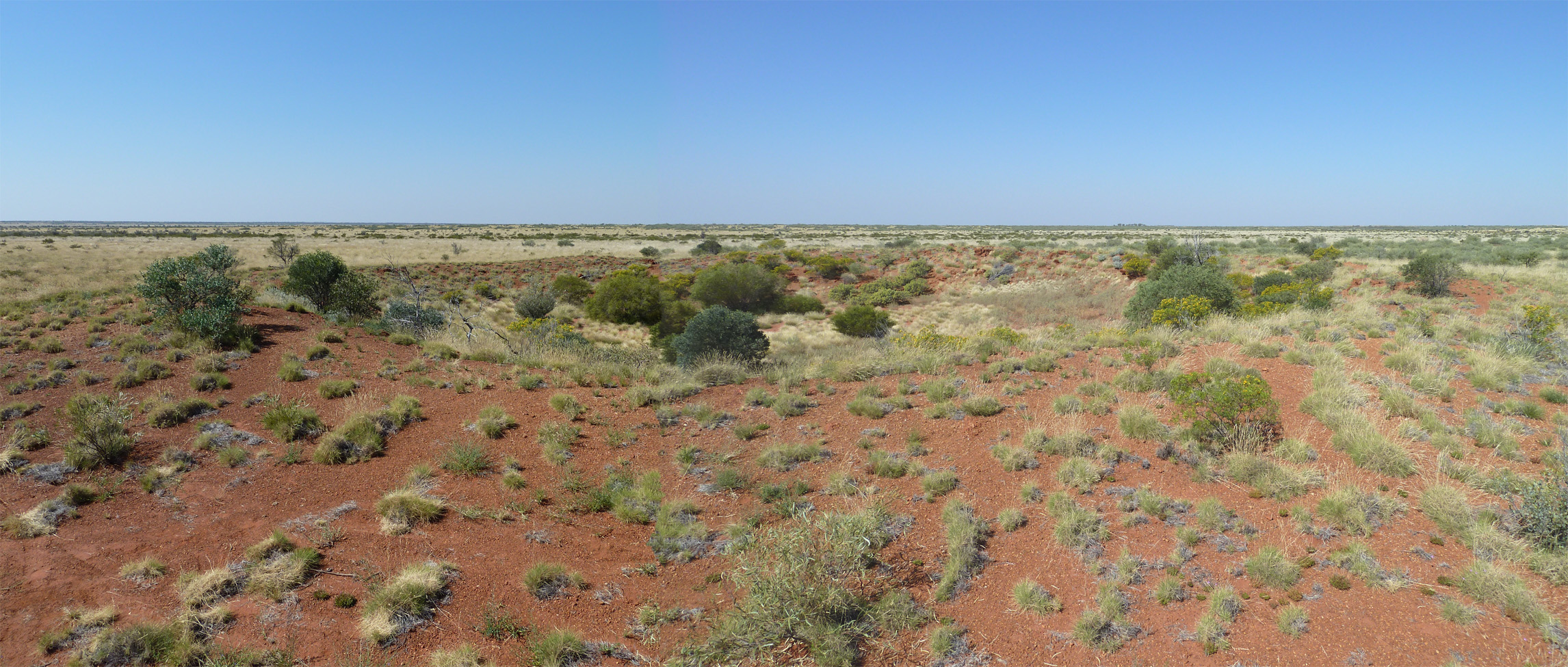
Le cratère de Veevers

Le cratère de Veevers est un cratère d'impact situé dans le Grand Désert de Sable en Australie-Occidentale.
Son diamètre est de 80 m et son âge est estimé à moins d'un million d'années.
Il doit son nom au professeur de géologie australien John Veevers (en) (1930-2018).